# Un condamné à mort s'est échappé
Cet article possède un paronyme, voir Un condamné à rire s’est échappé.
Pour plus de détails, voir Fiche technique et Distribution.
Un condamné à mort s'est échappé (sous-titré ou Le vent souffle où il veut) est un film dramatique français écrit et réalisé par Robert Bresson, sorti en 1956. Il s’agit de l’adaptation du récit autobiographique éponyme d'André Devigny, paru dans la même année chez Gallimard.

## Synopsis
En 1943, un résistant, Fontaine (François Leterrier), est arrêté par les Allemands et emprisonné à la prison Montluc à Lyon. Il met tout en œuvre pour s'évader, imagine un plan, et parvient à force de courage et de travail à s'en procurer les instruments. Mais juste avant sa fuite, on affecte à sa cellule un autre prisonnier, le jeune François Jost (Charles Le Clainche). Fontaine hésite à le supprimer, et l'emmène finalement avec lui. Leur évasion en pleine nuit est longue et incertaine.

## Fiche technique
Sauf indication contraire, les informations mentionnées dans cette section peuvent être confirmées par la base de données cinématographiques Unifrance,  présente dans la section « Liens externes ».
- Titre original : Un condamné à mort s'est échappé
- Réalisation et scénario : Robert Bresson, d’après le récit autobiographique homonyme d'André Devigny[1]
- Musique : Wolfgang Amadeus Mozart
- Décors : Pierre Charbonnier
- Photographie : Léonce-Henri Burel
- Son : Pierre-André Bertrand, Joseph Abjean et Guy Rophé
- Montage : Raymond Lamy
- Production : Alain Poiré et Jean Thuillier
- Sociétés de production : Gaumont et Nouvelles Éditions de films
- Société de distribution : Gaumont Distribution
- Pays d’origine :  France
- Langue originale : français
- Format : noir et blanc - 1,33:1 - 35 mm - Son mono (Western Electric Sound System)
- Genres : drame, guerre
- Durée : 95 minutes
- Date de sortie : France : 11 novembre 1956
- Affiche : Clément Hurel, Guy-Gérard Noël (France)

## Distribution
- François Leterrier : le Lieutenant Fontaine
- Charles Le Clainche : François Jost
- Maurice Beerblock : Blanchet
- Roland Monod : le pasteur Deleyris
- Jacques Ertaud : Orsini
- Jean Paul Delhumeau : Hébrard
- Roger Tréherne : Terry
- Roger Planchon : le garde cycliste
- Max Schoendorff : un soldat allemand
- César Gattegno : le prisonnier X
- Jean-Philippe Delamarre : le prisonnier 110
- Jacques Oerlemans : le gardien-chef
- Klaus Detlef Grevenhorst : l'officier de l'Abwehr
- Leonhard Schmidt : le convoyeur
- André Collombet

## Production

### Tournage
Le tournage a lieu entre le 15 mai et le 2 août 1956 à la prison Montluc (ont été filmés notamment le réfectoire, les douches, la cellule 107, les cours de promenade, etc.) dans le 3e arrondissement de Lyon, dans le Rhône, et aux studios de Saint-Maurice dans le Val-de-Marne.

## Distinctions
- Festival de Cannes 1957 : Prix de la mise en scène[4]
- Prix du syndicat français de la critique 1957
- Grand prix de 1957 de l'Étoile de Cristal

## Analyse
(septembre 2023).
- Si vous ne connaissez pas le sujet, laissez ce bandeau (vous pouvez alors contacter les auteurs).
- Si vous supprimez le contenu mis en cause (vous pouvez préalablement contacter les auteurs),

argumentez précisément cette suppression dans la page de discussion
(un manque de référence n'est pas un argument ; une recherche réelle de référence doit avoir été effectuée, être formellement documentée).

### Caractère général du film
Le film, tourné en noir et blanc, exprime le goût de Bresson pour l'austérité et la rigueur : 
- très grande économie de moyens : unité de lieu (hormis la première et la dernière scène, et une brève sortie du prisonnier, tout se passe dans la prison ; quelques lieux seulement en sont montrés : cellule, escalier, cour de promenade) ; peu de personnages ;
- dépouillement visuel : les décors sont extrêmement simples, de même que les plans utilisés ;
- dialogues brefs et souvent intenses ;
- usage important de la répétition des scènes et des sons.

La situation dramatique a par ailleurs un caractère tragique : les personnages principaux attendent leur mort dans une réclusion rigoureuse (et le film est rythmé par le bruit de plusieurs exécutions de prisonniers — alors que Fontaine sait comme ses camarades que son tour viendra). Mais le message général du film semble plutôt optimiste : le succès de l'évasion de Fontaine, qui doit très peu au hasard, peut se comprendre comme une exaltation de la volonté humaine individuelle.
Le film est cependant organisé autour d'un fil dramatique classique (la préparation de l'évasion de Fontaine), ce qui le rend plus accessible que d'autres œuvres de Bresson. Un condamné à mort s'est échappé présente ainsi une ressemblance de surface avec les films relevant du genre de l'évasion : ici aussi, c'est d'abord un problème pratique et matériel qui est présenté (par quels moyens s'échapper ?), et tous les détails concrets des préparatifs sont abordés (démontage de la porte en bois, fabrication d'une corde et de crochets, repérage des lieux, etc.). Mais la grande spécificité du film est d'insister sur les enjeux moraux voire spirituels de cette évasion : l'important dans les préparatifs de Fontaine, c'est la force de la volonté qu'il met en œuvre, l'intelligence pratique qu'il déploie, l'espoir qu'il parvient à entretenir. Son personnage n'est pas pour autant représenté comme un héros ou un saint (sa détermination à s'échapper fait qu'il envisage de supprimer Jost, et il tue une sentinelle allemande).
La problématique religieuse est par ailleurs explicitement indiquée par la présence d'un pasteur (inspiré par le pasteur Roland de Pury, interné à Montluc à la même période, et qui relate l'évasion dans son journal) et d'un prêtre parmi les prisonniers, par les discussions régulières de Fontaine avec eux (au cours de l'une d'entre elles, le pasteur recopie pour lui un passage de l'évangile selon Jean : l'entretien de Jésus et de Nicodème (Jean 3, 3-8), qui donne au film son sous-titre).

### Usage des sons
La majorité de l'action prend place dans une prison plutôt silencieuse, et où un certain nombre de bruits se détachent donc. Bresson en fait un usage esthétique important. C'est le cas notamment durant la longue scène de l'évasion, rythmée par divers bruits extérieurs (cloches de l'église voisine, passages de train, sifflets de locomotive).
La bande-son fait d'autre part un usage important du Kyrie de la Grande messe de Mozart en do mineur (et non pas de son Requiem, comme cela est parfois écrit à tort) : 
- l'introduction est accompagnée par toute la première partie de ce Kyrie ;
- lors de plusieurs scènes, Bresson utilise brièvement la phrase principale de cette introduction, dans la tonalité initiale de do mineur, ou bien transposée en sol mineur, ou bien en mi bémol majeur (le passage au mode majeur étant riche de sens) ;
- enfin la dernière scène est accompagnée par toute la dernière partie du Kyrie (mi bémol majeur, puis retour à la tonalité principale).

Cette phrase musicale joue donc un rôle de leitmotiv dans le film.
L’acteur principal Francois Leterrier raconte par ailleurs que, lors des séances de post-synchronisation, Bresson lui fit répéter des centaines de fois la phrase « couche-toi et dors », jusqu’à ce qu’il obtienne celle qu’il voulait.